# Сонячна лотерея
Сонячна лотерея (англ. Solar lottery) — перший роман американського письменника-фантаста Філіпа К. Діка. Був написаний у березні 1954 року та мав початкову назву «Quizmaster Take All», яка була замінена редактором.
Вперше опублікований у США видавництвом Ace Books у 1955 році.
У Великобританії був опублікований у скороченому вигляді видавництвом Rich&Cowan  під назвою «World of Chance»  у 1956 році.

## Сюжет
Події роману відбуваються у суспільстві майбутнього, де панує теорія Мінімакса — гри, розробленої під час Другої світової війни математиком фон Нейманом та економістом Морґенштерном. Спочатку її використовували військові, а по завершенню війни — економісти. Через двісті п'ятдесят років ця теорія стала головуючою у світі. Гра почала використовуватись задля полегшення становища людей, які, якщо не могли придбати необхідні речі, могли їх виграти. За допомогою Мінімакса розігрувалась навіть влада. Сенс цього полягав в унеможливленні її узурпації, оскільки ніхто не міг передбачити результати наступного розіграшу.
Той, кому пощастило, ставав Ведучим Гру, головою уряду Дев'яти планет. Проте на нього одразу ж могло розпочатись узаконене полювання вбивць.
Відлік подій починається з того, що Тед Бентлі, спеціаліст-біохімік, втрачає роботу у системі Пагорбів, окремого індустріального центру, та переходить на службу особисто до Різа Веррика, Ведучого Гру. Але при складанні присяги помічники Веррика приховали від Бентлі інформацію, що Веррик вже не є Ведучим Гру. Це місце, за результатами розіграшу, зайняв Леон Картрайт, послідовник ідей Джона Престона. Джон Престон, на думку переважної більшості суспільства, божевільний філософ та вчений, присвятив своє життя пошуку десятої планети. Він вважав, що відшукавши цю планету людство може почати інше, краще  життя.
Перед призначенням Картрайт відправляє на пошуки десятої планети космічний корабель з екіпажем добровольців.
Після офіційного оголошення результатів розіграшу до нього, в якості парламентера, приходить Херб Мур, провідний вчений Веррика, та пропонує поступитися посадою. Після отримання відмови, Веррик, за проєктом Мура, споряджає вбивцю-андроїда, на ім'я Кейт Пелліг. Оскільки Ведучого Гру охороняють телепати, ідея Мура полягала у відсутності вираженої особистості Пелліга. До андроїда у випадковому порядку підключали одного з декількох учасників проєкту, кожен з яких вів його на власний розсуд, таким чином не даючи телепатам можливості встановити із ним тривалий контакт.
Невдовзі стає відомим, що, за задумом Мура, в момент вбивства Картрайта у свідомості Пелліга повинен перебувати Бентлі аби вбити Ведучого Гру вмонтованою в андроїда керованою міною та загинути самому.
Через зраду Веррика Бентлі залишає його та стає на службу до Картрайта. Він розповідає Картрайту інформацію щодо планів вбивства, зводячи нанівець розрахунки Веррика та Мура.
В цей час корабель досягає десятої планети. На її поверхні мандрівники виявляють металеву сферу, в якій знаходиться відеозображення Престона. Вони слухають залишене голосове повідомлення, в якому Престон зауважує на необхідності постійного розвитку всього найкращого, що є в людині.  

## Сприйняття
За оглядом видання New York Herald Tribune роман «захоплюючий, як книги ван Вогта, з елементами соціальної сатири Корнбласа». Своєю чергою, Chicago Tribune вважає «Сонячну лотерею» одним з популярних романів Філіпа К. Діка.